# Tenkovskaya Golubka
Tenkovskaya Golubka en ruso: Теньковская Голубка, es una variedad cultivar de ciruelo (Prunus domestica), de las denominadas ciruelas europeas,
una variedad de ciruela obtenida en el "Instituto de Investigación Agrícola Tártaro". Las frutas tienen un tamaño pequeño, son de forma ampliamente ovalados, de lados irregulares, con una fuerte capa cerosa, una parte superior redondeada, un pequeño embudo en la base y una sutura ventral débil, y pulpa de color verde amarillento, finamente fibrosa granular, de jugosidad y densidad medias, agridulce, con un sabor satisfactorio.

## Sinonimia
- "Теньковская Голубка",
- "Paloma Tenkovskaya",
- "Слива Теньковская Голубка",
- "Sliva Tenkovskaya Golubka".[4][5]

## Historia
'Tenkovskaya Golubka' es una variedad de ciruela creada por el equipo de obtentores formado por L.A. Sevastyanova y G.K. Osipov en el "Instituto de Investigación Agrícola Tártaro" mediante una polinización libre de la variedad 'Zyuzinskaya'.
'Tenkovskaya Golubka' inscrita en el "Registro Estatal en 2001 para la región del Volga Medio.

## Características
'Tenkovskaya Golubka' es un árbol de crecimiento bajo, con una copa esférica densa. La copa está densamente foliada. La corteza del tronco es rugosa, marrón con una capa gris, en las ramas principales es lisa, marrón claro. Los brotes son delgados, rara vez de grosor medio, cortos, rara vez de longitud media, rectos, rara vez ligeramente curvados, ligeramente pubescentes, de color marrón carmesí oscuro. Las hojas son pequeñas, ampliamente ovaladas, de color verde oscuro, lisas, ligeramente brillantes, ligeramente cóncavas, con menos frecuencia convexas, con una punta recta, con menos frecuencia ligeramente curvada hacia abajo y puntiaguda, con una base ampliamente cuneiforme, con menos frecuencia cuneiforme, bordes obtusamente aserrados, sobre pecíolos cortos, delgados y pigmentados, con estípulas pequeñas, lanceoladas y de caída tardía, las glándulas son pequeñas, muy raras, de color rojo amarillento, redondeadas, ubicadas en la base de la hoja. Las flores son muy pequeñas, blancas, con pétalos débilmente cerrados. El pistilo es fuertemente curvado. El estigma del pistilo se encuentra por encima de las anteras. La floración comienza en la segunda decena de mayo. Es autoestéril, polinizada por 'Renclode Tenkovsky', 'Skorospelka Krasnaya' y 'Yaichnaya'.
'Tenkovskaya Golubka' tiene frutos de tamaño pequeño con un peso promedio de 12 gr, de forma ampliamente ovalados, de lados irregulares, con una fuerte capa cerosa, una parte superior redondeada, un pequeño embudo en la base y una sutura ventral débil; piel de grosor medio, , se separa fácilmente de la pulpa, con color de la cubierta azul oscuro, con una capa fuerte de pruina azulada; no hay puntos subcutáneos; el pedúnculo es de longitud media, delgado, firmemente adherido al fruto, con separación en seco; la pulpa es de color verde amarillento, finamente fibrosa granular, de jugosidad y densidad medias, agridulce, con un sabor satisfactorio. Composición bioquímica:  contienen 14,91% de materia seca, 9,47% de azúcares, 2,27% de ácidos orgánicos.
Hueso es semi adherente, redondo ovalado, pequeño, de color marrón claro, con la parte superior y la base romas y puntiagudas, una superficie finamente picada tuberosa, se separa fácilmente de la pulpa.
El fruto madura en la tercera decena de agosto. Los frutos son transportables.

## Usos
Los frutos son adecuados tanto para el consumo en fresco como para diversos tipos de procesamiento, entre otros, mermelada.

## Cualidades
La variedad es de rendimiento medio, resistente al invierno, muy resistente a la sequía y al calor.
Moderadamente afectada por clasterosporium, roya y mosca de sierra viscosa. 
Ventajas de la variedad: resistencia al invierno, bajo crecimiento, fructificación temprana, alta resistencia a la sequía y al calor, buen enraizamiento de esquejes verdes. 
Desventajas de la variedad: frutos pequeños de sabor satisfactorio, autoesterilidad, copa densa.